# 劉聰 (成化丁未進士)
劉聦（1458年—？），字達夫，陝西延安府鄜州中部縣（今黃陵縣）人，軍籍，明朝政治人物。

## 生平
成化十三年（1477年）丁酉科陝西鄉試第四十六名舉人。成化二十三年（1487年）中式丁未科會試第三百三十八名，三甲第一百四十二名進士。弘治二年（1489年）授太平府推官，在任七年，令行禁止。轉太僕寺丞，擢彰德府知府。正德三年（1509年）三月升太仆寺少卿，六月奉命督理京营及宣府居庸密云古北口永平山海等处马政，歷官都察院右僉都御史，巡撫順天。身後入祀鄉賢祠。

## 家族
曾祖劉處榮；祖父劉準；父劉景，保安州洗马林大使。母高氏（1427年-1514年）具慶下。兄劉玖，早卒；弟刘璋，顺天举人。子劉佐，辛未进士、户部主事；刘俨，国学生；刘侃，举人；刘倌，县学生；刘仁，举人。